# Лускань Олег Юрійович
Олег Юрійович Лускань (народився 14 березня 1966) — український хокейний арбітр. Суддя міжнародної категорії з хокею.
у 1989 р. закінчив Київський державний інститут фізичної культури та спорту.
З 1989 р. працює в Київському політехнічному інституті. Нині — старший викладач кафедри спортивного вдосконалення факультету біомедичної інженерії Національного технічного університету України «Київський політехнічний інститут імені Ігоря Сікорського». Веде заняття з футболу.
Розпочав судити у 1986 році, як головний арбітр — з 1998 року. Обслуговував матчі вищої ліги чемпіонату СРСР, чемпіонатів МХЛ, СЄХЛ (лайнсмен). Як головний арбітр обслуговував чемпіонати СЄХЛ, Білорусі, України.
Отрирмав міжнародну категорію лайнсмена з 1992 року (обслуговував матчі 19 чемпіонатів світу у різних вікових категоріях), міжнародну категорію головного арбітра — з 2000 року (обслуговував матчі 6 чемпіонатів світу у різних вікових категоріях).